# Philippe Bequel
Philippe Bequel est un corsaire français du XVIIe siècle.
Il serait né à La Rochelle et aurait servi sous les ordres des corsaires Mathurin Gabaret et François Beaulieu dans les années 1650, après quoi il devient le capitaine de son propre navire. Basé dans le port de Cagway en Jamaïque (qui sera renommé Port Royal après sa capture par les Anglais), Bequel obtient du gouverneur D'Oyley la permission d’attaquer les convois espagnols, le 13 décembre 1659.
Par la suite, à la demande de Jérémie Deschamps du Rausset, Bequel utilise la petite colonie de l’île de la Tortue comme base de ses opérations, jusqu’à ce que les Anglais capturent la Jamaïque. Il revient alors à Port Royal vers la fin de l’année 1663, où il est l’un des premiers corsaires étrangers à obtenir une lettre de marque du gouverneur anglais de la Jamaïque.
On suppose que Bequel était basé près de l’île de la Tortue ou sur la côte de Santo Domingo vers la fin des années 1660. Il a servi de pilote pour un escadron de la marine royale, sous le commandement du vice-amiral le Comte Jean d’Estrées, alors dans les Antilles en 1669. L’année suivante, à la demande du Comte Jean d’Estrées, Bequel et Moïse Vauquelin produiront un rapport détaillant leurs attaques contre le Honduras et le Yucatan.
Au cours de sa carrière de corsaire, Bequel aurait navigué avec François l'Ollonais, notamment lors de ses attaques contre le Honduras et le Nicaragua en 1667 et 1668.

## Sources
- (en) Cet article est partiellement ou en totalité issu de l’article de Wikipédia en anglais intitulé « Philippe Bequel » (voir la liste des auteurs).